# Doris Odendahl
Doris Frieda Odendahl, geborene Robeller (* 30. Juni 1933 in Stuttgart; † 14. Juni 2013 in Sindelfingen), war eine deutsche Politikerin (SPD), die 1969 in die SPD eingetreten ist. Von 1983 bis 1993 war sie Bundestagsabgeordnete der Landesliste Baden-Württemberg.

## Leben und Beruf
Doris Odendahl besuchte zunächst das Gymnasium und machte danach eine Ausbildung als Kauffrau. Sie war Sachbearbeiterin mit Schwerpunkt Verkauf, Personal- und Rechnungswesen und hatte dabei mehrere Auslandsaufenthalte. Von 1967 bis 1981 war sie im Textileinzelhandel selbständig tätig, ab 1981 war sie Sachbearbeiterin für Organisation in einem Wirtschaftsberatungsinstitut. Sie war zudem Mitglied der ÖTV und der Arbeiterwohlfahrt.

## Politischer Werdegang
1969 trat Odendahl in die SPD ein. Von 1981 bis 1989 war sie Vorsitzende des Kreisverbandes Böblingen, außerdem war sie Mitglied des Landesvorstandes Baden-Württemberg. Von 1971 bis 1983 war sie in den Stadträten von Böblingen und Sindelfingen vertreten. Von 1983 bis 1998 saß sie im Deutschen Bundestag.